# نانسي دو
نانسي دو (بالإنجليزية: Nancy Dow)‏ هي ممثلة أمريكية، ولدت في 21 يوليو 1936 في نيويورك في الولايات المتحدة، وتوفيت في 25 مايو 2016 في لوس أنجلوس في الولايات المتحدة بسبب سكتة دماغية.

## وصلات خارجية
- نانسي دو على موقع IMDb (الإنجليزية)
- نانسي دو على موقع قاعدة بيانات الفيلم (الإنجليزية)